# Eleutherobia flammicerabra
Eleutherobia flammicerabra is een zachte koraalsoort uit de familie Alcyoniidae. De koraalsoort komt uit het geslacht Eleutherobia. Eleutherobia flammicerabra werd in 2003 voor het eerst wetenschappelijk beschreven door Williams. 